# スキマフェス (映像作品)
『スキマフェス』は、スキマスイッチのライブBlu-ray。

## 解説
- スキマスイッチ初の主催イベント「スキマフェス Supported by NTT DOCOMO Studio & Live」のライブ映像[1]。
- 2024年7月13日、14日にAichi Sky Expoで開催された公演におけるスキマスイッチのステージ全編と、出演アーティストとの共演曲5曲の模様を収録[1]。
- 2日間を振り返る写真や、ライターの谷岡正浩による2万字を超えるロング・ライブレポート、スキマスイッチからファンへの感謝のメッセージを掲載した、別冊ブックレット『Recollection book』を同梱[1]。
- 『スキマスイッチ 20th Anniversary "POPMAN'S WORLD 2023 Premium" THE MOVIE 〜HOBO KANZENBAN〜』から約1年2ヶ月ぶりのライブ映像作品。
- UNIVERSAL MUSIC STOREおよびAugusta Family Clubでの限定販売[1]。

## 収録曲

### Disc1
- DAY1
  1. ゴールデンタイムラバー
  2. ガラナ
  3. Lovin' Song
  4. 奏（かなで）
  5. クライマル
  6. 全力少年
  7. Ah Yeah!!
- DAY2
  1. Lovin' Song
  2. ユリーカ
  3. 奏（かなで）
  4. 逆転トリガー
  5. Ah Yeah!!
  6. 全力少年
  7. スカーレット

### Disc2
- Day1
  1. 明日がくるなら / JUJU with 大橋卓弥
  2. YELL〜エール〜 / コブクロ with スキマスイッチ
  3. ラブ・ストーリーは突然に / 小田和正 with スキマスイッチ
- Day2
  1. 美しく燃える森 / 東京スカパラダイスオーケストラ feat. スキマスイッチ
  2. イージュー★ライダー / 奥田民生 with スキマスイッチ
- Behind the Scenes

## 演奏
- 大橋卓弥：Vocal, Guitar
- 常田真太郎：Piano, Keyboards, Chorus
- 石成正人：Guitar, Chorus
- 種子田健：Bass
- 村石雅行：Drums
- 浦清英：Keyboards
- 松本智也：Percussion, Chorus
- 本間将人：Saxophone, Chorus
- 田中充：Trumpet, Chorus

## プロモーション
- 購入者向け先着特典として、A5クリアファイルがプレゼントされた[1]。